# 田中未来
田中 未来（田中 未來、たなか みき、女性、1921年6月28日 - 1999年10月5日）は、日本の保育学者。哲学者田中王堂の一人娘（他の3人は夭折した）。

## 略歴
東京府東京市小石川区白山生まれ。1940年私立立教高等女学校卒業、1943年東京女子大学国語専攻部卒業、1946年早稲田大学文学部哲学科教育学専攻卒業、東京家庭学園助教授、1953年白梅保母学園教授、1955年白梅学園保育科教授、1957年白梅学園短期大学専任講師、1962年助教授、1965年教授、1983年学長。1989年退任。

## 著書
- 『保育者のための教育原理』川島書店 1981
- 『子ども・人間・社会 『エミール』との対話』誠文堂新光社 1982
- 『<子ども>への招待』誠文堂新光社 1985
- 『生きること育てること 日本の教育史の一側面』福村出版 1987
- 『保育者への手紙』誠文堂新光社 1987
- 『教育と福祉のための人間論 人間援助の思想を求めて』川島書店 1988
- 『『エミール』の世界』誠文堂新光社 1992
- 『児童福祉の歩みと全国保母養成協議会の歴史』全国保母養成協議会 保養協資史料 1999

### 共編著
- 『新教育原理 ヒューマニズムの教育学』下山田裕彦,黒田瑛共著 川島書店 1969
- 『保育所実習』珠川善子,斎藤謙共編 川島書店 1969
- 『保育所の保育内容論』共編 川島書店 1970
- 『実践としての社会福祉』吉田宏岳,宇治谷義雄共編著 川島書店 社会福祉シリーズ 1973
- 『保育・養護事典』共編集 建帛社 1979
- 『保育と専門性』編著 全国社会福祉協議会 全社協保育双書 1980
- 『乳児保育』久世妙子共編 福村出版 保育叢書 1981
- 『保育研究法』久世妙子共編 福村出版 保育叢書 1982
- 『教育原理』萩吉康共編 福村出版 保育叢書 1983
- 『保育・教育実習』松本峰雄共編 福村出版 保育叢書 1983
- 『現代保育大系 1 子どもの生活と保育の歴史』久保いと共編著 川島書店 1984
- 『現代保育の基礎理論と展開 転換期における諸科学と保育実践』久保いと共編著 川島書店 1989
- 『新しい保育所の保育内容 人間らしい育ちを保障する保育のいとなみ』久保いと共編著 川島書店 1990
- 『『エミール』と現代の子ども』編著 誠文堂新光社 1990
- 『子どもの教育と福祉の事典』待井和江,三神敬子,井上肇,松本峰雄共編 建帛社 1992
- 『保育原理 共に学ぶ人間らしさのかなめ』久保いと共著 川島書店 1993
- 『保育研究の視点と方法 その考え方とまとめ方』編著 川島書店 保育・幼児教育シリーズ 1994

## 論文
- 『母・田中孝子の想い出 ― 王堂の妻・四児の母・そして翔ぶ女― 『自由思想』第42号・62年2月（石橋湛山記念財団）